# Classe pharmacologique
La classe pharmacologique, ou classe médicamenteuse, désigne la catégorie utilisée pour classer les médicaments selon certains critères.
Il n'existe pas de critère unique pour catégoriser les médicaments. Selon le contexte, on les catégorisera par :
- les récepteurs sur lesquels ils agissent (exemple : bêta-bloquant, immunosuppresseur).
- la substance active (principe actif) ou classe chimique (exemple : amine, opiacé, corticoïde).
- l'action visée (exemple : diurétique, antalgique, antipsychotique, antibiotique).

La Classification ATC, très employée dans la recherche, a cinq niveaux, dont le premier concerne le domaine médical concerné (par exemple dermatologie ou système respiratoire), et le dernier correspond aux principes actifs. Elle est maintenue par l'OMS depuis 1976.